# Neszmély Boglárka
Neszmély Boglárka (Budapest, 2003. augusztus 27. –) világbajnoki ezüstérmes magyar válogatott vízilabdázó, kapus.

## Sportpályafutása
Kezdetben úszott, majd vízilabdázott. Hatodikos korában kezdet kézilabdázni, de néhány hónap után, egy bokatörés követően felhagyott vele. Ezt követően újra vízilabdázni kezdett. Balkezes játékosként a mezőnyben szerepelt, de végül a kapus posztnál ragadt meg. A 2015-2016-os szezontól szerepelt az FTC utánpótlásában. 2018 októberében mutatkozott be az OB I-ben. 2019-ben az U17-es Eb-n kilencedik volt. 2021-ben bronzérmet szerzett a junior vb-n. 2022 februárjában először szerepelt a felnőtt válogatottban. Ugyanebben az évben ezüstérmes volt a junior Európa-bajnokságon. 2023 nyarán tagja volt a világbajnoki hatodik helyezett felnőtt válogatottnak. Szeptemberben junior világbajnok lett. A torna legjobb kapusának választották és tagja lett az all star csapatnak is.

## Eredményei
Magyar bajnokság
- aranyérmes: 2024–25
- ezüstérmes: 2023–24
- bronzérmes: 2020–21, 2021–22, 2022–23

Magyar kupa
- győztes: 2022

Eurokupa
- döntős: 2022–23

Világbajnokság
- ezüstérmes: 2024, 2025

U20-as világbajnokság;
- aranyérmes: 2023
- bronzérmes: 2021

U19-es Európa-bajnokság
- ezüstérmes: 2022

## Díjai, elismerései
- A junior vb legjobb kapusa és torna csapatának tagja (2023)